# شورش‌های فلاندرها بر ماکسیمیلیان هابسبورگ
از سال ۱۴۸۲ تا ۱۴۹۲ میلادی شهرهای فلاندری دو بار بر ضد آرشیدوک ماکسیمیلیان، که به نیابت از پسرش، فیلیپ زیبا، بر کشورهای سفلی فرمان می‌راند، شوریدند. خاستگاه این دو شورش خواست بازرگانان و بزرگان شهرهای ثروتمندی چون خنت، بروخه و ایپر برای حفظ خودمختاری بود، که در روزگار مری بورگوندی، مادر و سلف فیلیپ، به دست آورده بودند و ماکسیمیلیان در اندیشهٔ محدود کردنش بود. هر دو شورش سرانجام ناکام ماندند.

## زمینه

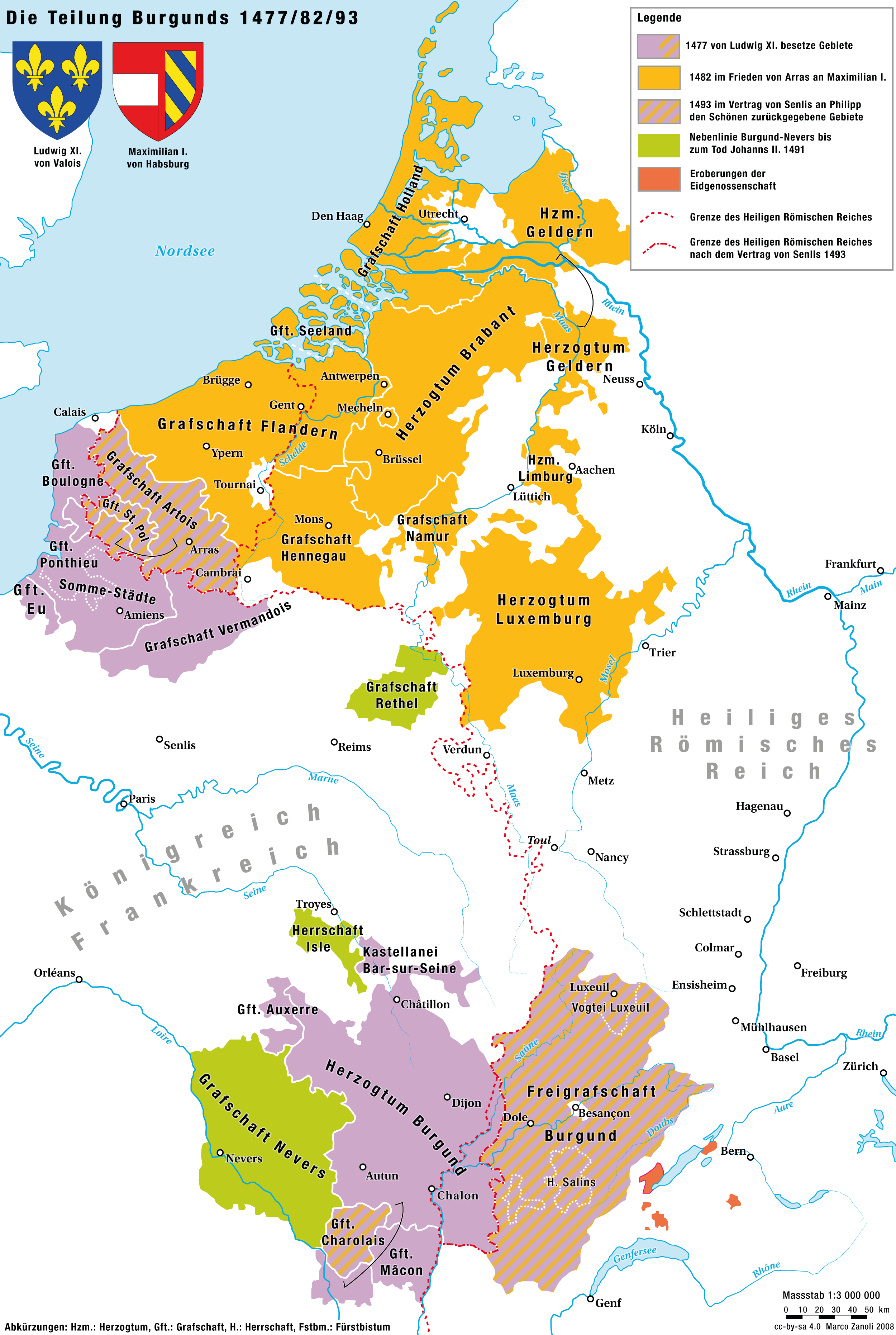
بخش شدن قلمرو بورگوندی میان هابسبورگ و فرانسه، ۱۴۹۳/۱۴۸۲/۱۴۷۷

تا اواخر سده پانزدهم میلادی سرزمین فلاندرها در قلمرو دوک بورگوندی بود. هنگامی که شارل جسور، واپسین دوک بورگوندی، در سال ۱۴۷۷ میلادی در نبرد نانسی کشته شد و قلمرویش به دخترش، مری بورگوندی، رسید، شهرهای سفلی و انجمن کشوری شان مری را واداشتند، که به عهدنامه‌ای گردن گذارد، که به امتیاز بزرگ آوازه یافت. بنا بر این عهدنامه مرکزگرایی روزگار پدر و پدربزرگ مری در قلمرو بورگوندی واگردانده شد و دوک‌نشین بورگوندی در فروبومان به کشورگانی از استان‌ها تبدیل شد. در این میان نمایندگان فلاندرها امتیاز بیش‌تری به دست آوردند، که طبق آن هر تغییری در قانون اساسی وابسته به خرسندی فلاندرها بود.
هم‌زمان فرانسه ادعا کرد، که دوک بورگوندی خراج‌گزار پادشاه فرانسه بوده است و منطقه غرب اسخلده به اضافه دیگر استان‌های دولت بورگوندی به فرانسه برخواهند گشت. از ترس هجوم فرانسه استان‌های فروبومان صدهزار مرد سرباز گرفتند، تا به جای سپاه پیشین دوک، پاسدار فروبومان باشد. بیش‌تر یک‌سوم این سربازان از فلاندرها بودند. مری در پی صلح با همسایه قدرتمندش آماده مذاکره با لوئی یازدهم، پادشاه فرانسه، برای ازدواج احتمالی‌اش با شارل هشت‌ساله، وارث تاج و تخت فرانسه شد، اما نمایندگان مری با درخواست‌های فرانسه درباره واسپردن قلمرو به پادشاهی فرانسه روبه‌رو شدند. 
در میانه تابستان ۱۴۷۷ مری در خنت با ماکسیمیلیان، پسر و ولیعهد فریدریش سوم، امپراتور مقدس روم، ازدواج کرد. قرار بر این بود، که ماکسیمیلیان همراه با مری بر بورگوندی فرمان براند و سوگند خورد، که امتیاز داده شده به شهرها را رعایت کند. یک سال بعد میان فلاندرها به فرمان ماکسیمیلیان و فرانسه جنگی درگرفت.
هنگامی که مری در ۱۴۸۲ میلادی هنگام اسب‌سواری مرد، پسر چهارساله‌اش، فیلیپ زیبا، قلمرو دوک‌نشین بورگوندی را به ارث برد. این رخداد به سهم خودش مسئله جانشینی قلمرو بورگوندی را پیچیده‌تر کرد. بنا بر عهدنامه آراس که در ۱۴۸۲ میلادی امضا شد، ماکسیمیلیان باید ارتوا و پیکاردی را به فرانسه وامی‌گذاشت، اما در مقام نایب فیلیپ، فلاندر در دستش می‌ماند.

## شورش نخست
چندین شهر فلاندرها از ترس الحاق سرزمینشان به دیگر قلمروهای هابسبورگ و از دست دادن خودمختاری‌شان، ماکسیمیلیان را در جای نگهبان و نایب فیلیپ نپذیرفتند. خنت حریف اصلی ماکسیمیلیان بود و تا آن جا پیش‌رفت، که به نام فیلیپ سکه زد. از آن جا که یکپارچگی پولی هلند بورگوندی حیاتی بود، این کار «به طرز خطرناکی شانه به شانه اعلام استقلال یک‌سویه می‌زد».